# Pardus
Pardus je turski projekt razvoja Linux distribucije pokrenut 2005. godine u Turskom nacionalnom istraživačkom institutu za elektroniku i kriptografiju. Prva inačica, Pardus 1.0 službeno je najavljen 27. prosinca 2005. godine a godinu dana kasnije, 18. prosinca 2006. godine korisnici su mogli preuzeti Pardus 2007. Neki od ciljeva pardusa su:
- Osigurati punu podršku za turski jezik izradom kompatibilne strukture znakova (UTF-8 kompatibilnost) i prijevod svih poruka i dokumenata vidljivih korisniku na turski jezik.
- Osigurati da operativni sustav bude jednostavniji za instaliranje i korištenje od postojećih Linux distribucija i drugih konkurentskih operativnih sustava.
- Postići modularnu konfiguraciju koja može postići zahtijevanu prilagodljivost i visoke performanse s pristupom temeljenom na poslovima i fokusiranim na čovjeka umjesto temeljenog na alatima ili tehnologiji.

Pardus je dobio ime po latinskom nazivu za vrstu Anatolijski leopard (Panthera pardus tulliana).

## Vanjske poveznice
- Službena stranica projekta  Arhivirana inačica izvorne stranice od 29. studenoga 2006. (Wayback Machine)
- Sažeti prikaz značajki na DistroWatch.com
- Recenzija na Desktoplinux.com  Arhivirana inačica izvorne stranice od 15. rujna 2008. (Wayback Machine)